# (33054) Eduardorossi
(33054) Eduardorossi est un astéroïde de la ceinture principale découvert en 1997.

## Description
(33054) Eduardorossi a été découvert le 26 octobre 1997 San Marcello Pistoiese (Italie) par Maura Tombelli et Andrea Boattini.

### Caractéristiques orbitales
L'orbite de cet astéroïde est caractérisée par un demi-grand axe de 2,17 ua, un périhélie de 1,72 ua, une excentricité de 0,21 et une inclinaison de 2,78° par rapport à l'écliptique. Du fait de ces caractéristiques, à savoir un demi-grand axe compris entre 2 et 3,2 ua et un périhélie supérieur à 1,666 ua, il est classé, selon la JPL Small-Body Database, comme objet de la ceinture principale.

### Caractéristiques physiques
(33054) Eduardorossi a une magnitude absolue (H) de 15,4 et un albédo estimé à 0,382.

## Étymologie
Cet astéroïde est nommé en l'honneur d'Eduardo Rossi (1985-).